# Olivbrun buktryffel
Olivbrun buktryffel (Hymenogaster olivaceus) är en svampart som beskrevs av Vittad. 1831. Enligt Catalogue of Life ingår Olivbrun buktryffel i släktet Hymenogaster,  och familjen Strophariaceae, men enligt Dyntaxa är tillhörigheten istället släktet Hymenogaster,  och familjen buktryfflar. Arten är reproducerande i Sverige. Inga underarter finns listade i Catalogue of Life.
I den svenska databasen Dyntaxa används istället namnet Hymenogaster decorus för samma taxon.  Arten är reproducerande i Sverige.